# Бомбардировка на китайското посолство в Белград
Бомбардировката на китайското посолство в Белград е инцидент на 7 май 1999 година, по време на бомбардировките на Югославия от НАТО, при който 5 управляеми бомби попадат в посолството на Китай в югославската столица Белград.
Бомбите са пуснати от американски бомбардировачи „Northrop Grumman B-2 Spirit“ и според американските власти имат за цел разположена в същия квартал логистична база на югославското правителство. При бомбардировката загиват 3 китайски граждани: журналистът от агенция „Синхуа“ Шао Юнхуан, журналистът от вестник „Женмин жибао“ Сю Синху и жена му Джу Ин, а други 20 са ранени.
Инцидентът предизвиква дипломатическа криза между Съединените щати и Китай, както и безредици в Китай, при които са нападнати американски дипломатически мисии. Към края на годината двете страни уреждат спора, като американските власти изплащат компенсации от 4,5 милиона долара на семействата на жертвите и 28 милиона долара на китайското правителство, а в замяна получават 2,87 милиона долара компенсация за щетите по американските дипломатически мисии в Китай.